# Chiesa della Santissima Trinità della Missione
La chiesa della Santissima Trinità della Missione è una chiesa scomparsa di Roma, nel rione Colonna, in via della Missione, sul lato sinistro del palazzo Montecitorio.

## Descrizione
Così scrive l'Armellini a proposito di questa chiesa:
(Armellini, op. cit., p. 315)
Il nome deriva dai sacerdoti che fecero costruire la chiesa, appartenenti alla Congregazione della missione, istituita da san Vincenzo de' Paoli, che diede il nome anche alla via. Durante gli scavi di ricostruzione della chiesa nel XVIII secolo fu rinvenuta la colonna di Antonino Pio. Chiesa e monastero furono demoliti per la costruzione dei locali della Camera dei deputati, adiacenti al palazzo di Montecitorio. Resta il portale d'ingresso della chiesa.
Tra le opere conservate all'interno dell'edificio, oggi trasferite al Collegio leonino, vi era una tela di Sebastiano Conca, raffigurante la Santissima Trinità.